# Bitam, Batna
Bitam là một thị trấn thuộc tỉnh Batna, Algérie. Dân số thời điểm năm 2002 là 9.27 người.